# عبد الله العطار
عبد الله مهند عبد الرحمن العطار (ولد في 4 أكتوبر 1992 في عمان، الأردن) لاعب كرة قدم دولي أردني يجيد اللعب في مركز المهاجم. يلعب حاليا لصالح الأهلي الذي ينافس في الدوري البحريني الممتاز منذ 2021.

## المسيرة الرياضية

### الأندية
في عام 2005 انضم العطار إلى الفئات السنية في الفيصلي الأردني. في عام 2010 تم تصعيده للفريق الأول. في موسمه الأول 2010-2011 وفي بطولة الدوري الأردني الممتاز ساهم العطار في احتلال الفيصلي المركز الثاني برصيد 34 نقطة بفارق 17 نقطة عن البطل الوحدات. وفي بطولة كأس الأردن ساهم في وصول الفيصلي إلى الدور الربع النهائي حيث خسر من العربي بأفضلية الأهداف خارج الأرض بعدما تعادلا 3-3 في مجموع المباراتين. وفي بطولة درع الاتحاد الأردني ساهم في احتلال الفيصلي المركز الثاني في المجموعة الثانية برصيد 4 نقاط وبالتالي فشل في التأهل إلى الدور النصف النهائي. وفي بطولة كأس الاتحاد الآسيوي ساهم في وصول الفيصلي إلى الدور الثمن النهائي حيث خسر من نسف قرشي الأوزبكستاني 1-2.
في موسمه الثاني 2011-2012 وفي بطولة الدوري الممتاز ساهم العطار في احتلال الفيصلي المركز الأول برصيد 51 نقطة بفارق الأهداف عن الوصيف الرمثا مما استلزم اللجوء إلى مباراة فاصلة ليتغلب الفيصلي على الرمثا 3-0 وليحقق العطار أولى بطولاته الشخصية. وفي بطولة كأس الأردن ساهم في تتويج الفيصلي بالبطولة بعدما تغلب في المباراة النهائية على منشية بني حسن 1-0 ليحقق العطار ثاني بطولاته الشخصية. وفي بطولة درع الاتحاد الأردني ساهم العطار في تتويج الفيصلي بالبطولة بعدما تغلب في المباراة النهائية على شباب الأردن 1-0 ليحقق العطار ثالث بطولاته الشخصية. وفي بطولة كأس الاتحاد الآسيوي اكتفى الفيصلي باحتلال المركز الثالث في المجموعة الأولى برصيد 9 نقاط بفارق نقطة واحدة عن صاحب المركز الثاني المؤهل إلى الدور الثمن النهائي.
في موسمه الثالث 2012-2013 وفي بطولة كأس السوبر الأردنية توج الفيصلي بطلا بعد انسحاب منشية بني حسن ليحقق العطار رابع بطولاته الشخصية. وفي بطولة الدوري الممتاز ساهم العطار في احتلال الفيصلي المركز الخامس برصيد 37 نقطة بفارق 16 نقطة عن البطل شباب الأردن. وفي بطولة كأس الأردن ساهم في وصول الفيصلي إلى الدور النصف النهائي حيث خسر من ذات رأس 1-4 في مجموع المباراتين. وفي بطولة كأس الاتحاد الآسيوي ساهم في وصول الفيصلي إلى الدور النصف النهائي حيث خسر من القادسية الكويتي 1-3 في مجموع المباراتين.
في موسمه الرابع 2013-2014 وفي بطولة الدوري الممتاز ساهم العطار في احتلال الفيصلي المركز الثاني برصيد 42 نقطة بفارق 4 نقاط عن البطل الوحدات. وفي بطولة كأس الأردن ساهم في وصول الفيصلي إلى الدور الربع النهائي حيث خسر من الرمثا بركلات الترجيح بعد التعادل 1-1 في مجموع المباراتين.
في موسمه الخامس والأخير 2014-2015 وفي بطولة كأس الأردن ساهم في وصول الفيصلي إلى الدور الربع النهائي بعدما احتل المركز الثاني في المجموعة الأولى برصيد 8 نقاط. وفي بطولة الدوري الممتاز ساهم في حصد الفيصلي 9 نقاط في 5 مباريات.
في 1 نوفمبر 2014 انتقل العطار من الفيصلي إلى شباب الأردن الأردني (الدرجة الممتازة) في صفقة انتقال حر. في موسمه الأول 2014-2015 وفي بطولة الدوري الممتاز ساهم العطار في احتلال شباب الأردن المركز العاشر برصيد 26 نقطة بفارق نقطة واحدة عن منطقة الهبوط.
في موسمه ثاني 2015-2016 وفي بطولة الدوري الممتاز ساهم العطار في احتلال شباب الأردن المركز الخامس برصيد 33 نقطة بفارق 5 نقاط عن البطل الوحدات. وفي بطولة كأس الأردن ساهم في وصول شباب الأردن إلى المباراة النهائية عندما خسر من الأهلي 0-1.
في 10 أغسطس 2016 انتقل العطار من شباب الأردن إلى الجزيرة الأردني (الدرجة الممتازة) في صفقة انتقال حر. في موسمه الأول 2016-2017 وفي بطولة الدوري الممتاز ساهم العطار في احتلال الجزيرة المركز الثاني برصيد 44 نقطة بفارق نقطتين عن البطل الفيصلي. وفي بطولة كأس الأردن ساهم في وصول الجزيرة إلى المباراة النهائية عندما خسر من الفيصلي بركلات الترجيح. وفي بطولة درع الاتحاد الأردني احتل الجزيرة المركز الثالث في المجموعة الثانية برصيد 8 نقاط بفارق نقطة واحدة عن صاحب المركز الثاني المؤهل إلى الدور النصف النهائي.
في موسمه الثاني 2017-2018 وفي بطولة كأس السوبر الأردنية خسر الجزيرة من الفيصلي 1-2. وفي بطولة الدوري الممتاز ساهم العطار في احتلال الجزيرة المركز الثاني برصيد 41 نقطة بفارق 12 نقطة عن البطل الوحدات. وفي بطولة كأس الأردن ساهم في تتويج الجزيرة بالبطولة بعدما تغلب في المباراة النهائية على شباب الأردن 2-0 حيث سجل العطار الهدف الثاني وبالتالي يحقق العطار خامس بطولاته الشخصية. وفي بطولة درع الاتحاد الأردني ساهم في وصول الجزيرة إلى المباراة النهائية عندما خسر من الوحدات 0-2. وفي بطولة كأس الاتحاد الآسيوي ساهم في وصول الجزيرة إلى الدور النصف النهائي عندما خسر من القوة الجوية العراقي 1-4.
في موسمه الثالث 2018-2019 وفي بطولة كأس السوبر الأردنية خسر الجزيرة من الوحدات 1-2. وفي بطولة الدوري الممتاز ساهم العطار في احتلال الجزيرة المركز الثاني برصيد 49 نقطة بفارق نقطة واحدة عن البطل الفيصلي. وفي بطولة كأس الأردن ساهم في وصول الجزيرة إلى الدور الثمن النهائي عندما خسر من الأهلي 0-1. وفي بطولة كأس الاتحاد الآسيوي ساهم في وصول الجزيرة إلى الدور النصف النهائي عندما خسر من العهد اللبناني 0-1.
في موسمه الرابع 2020 وفي بطولة كأس السوبر الأردنية خسر الجزيرة من الفيصلي بركلات الترجيح حيث أضاع العطار ركلته الترجيحية الخامسة. وفي بطولة الدوري الممتاز ساهم العطار في احتلال الجزيرة المركز الثاني برصيد 44 نقطة بفارق 12 نقطة عن البطل الوحدات. وفي بطولة درع الاتحاد الأردني اكتفى الجزيرة باحتلال المركز الرابع في المجموع الثالثة برصيد نقطة واحدة وبالتالي الفشل في التأهل إلى الدور النصف النهائي. وفي بطولة كأس الاتحاد الآسيوي وبعد الخسارة في أول مباراتين من ظفار العماني والرفاع البحريني تم إلغاء البطولة بسبب انتشار جائحة كورونا.
في موسمه الخامس والأخير 2021 وفي بطولة درع الاتحاد الأردني ساهم العطار في وصول الجزيرة إلى الدور النصف النهائي عندما خسر من الجليل بركلات الترجيح. وفي بطولة الدوري الممتاز ساهم في حصد الجزيرة 17 نقطة في 11 مباراة.
في 1 أغسطس انتقل العطار من الجزيرة إلى الأهلي البحريني (الدرجة الممتازة) في صفقة انتقال حر.

### المنتخبات
في 23 مارس 2017 شارك العطار في أول مباراة دولية له مع الأردن وكانت أمام هونغ كونغ وديا وانتهت بفوز الأردن 4-0.
شارك العطار في تصفيات كأس آسيا 2019 حيث وقع الأردن في المجموعة الثالثة ولعب العطار مباراة واحدة (كانت أمام فيتنام وانتهت بالتعادل 1-1) من أصل 6 مباريات وساهم في احتلال الأردن المركز الأول برصيد 12 نقطة وبالتالي التأهل إلى نهائيات البطولة التي لم يتم استدعائه لها.
شارك العطار في بطولة بطولة اتحاد غرب آسيا لكرة القدم 2019 التي أقيمت في العراق حيث وقع الأردن في المجموعة الثانية ولعب مباراتين (وكانتا أمام البحرين وانتهت بالخسارة 0-1 ثم أمام السعودية وانتهت بالفوز 3-0) من أصل ثلاث مباريات وساهم في احتلال الأردن المركز الثاني برصيد 4 نقاط وبالتالي فشل في التأهل إلى المباراة النهائية.

## الإنجازات

### الأندية
- الفيصلي
  - الدوري الأردني الممتاز (1): 2011\2012
  - كأس الأردن (1): 2011\2012
  - درع الاتحاد الأردني (1): 2011\2012
  - كأس السوبر الأردنية (1): 2012
- الجزيرة
  - كأس الأردن (1): 2017\2018

## روابط خارجية
- عبد الله العطار على موقع ناشيونال فوتبول تيمز (الإنجليزية)
- عبد الله العطار على موقع كووورة